# Marie-Gasparine de Saxe-Altenbourg
Titre
Princesse consort de Schwarzbourg-Sondershausen
17 juillet 1880 – 28 mars 1909
(28 ans, 8 mois et 11 jours)
La princesse Marie-Gasparine de Saxe-Altenbourg (Marie-Gasparine Amalie Antoinette Karoline Elisabeth Luise; 28 juin 1845 – 5 juillet 1930), fille d'Édouard de Saxe-Altenbourg et de son épouse la princesse Louise de Reuss-Greiz, est l'épouse de Charles-Günther de Schwarzbourg-Sondershausen.

## Mariage
Marie est considéré comme un potentiel conjoint pour Édouard VII, fils aîné et héritier de la Reine Victoria. Un journal de Londres spécule (de soi-disant « sources authentiques ») que le choix du prince est limité à sept femmes, qui sont toutes de suffisamment de sang royal, Protestante de religion, et de son âge ou plus jeunes. Marie est éliminée de cette liste étant jugée « mal habillée et toujours avec sa désagréable mère », et le prince de Galles épouse finalement Alexandra de Danemark, en 1863.
Le 12 juin 1869, Marie épouse Charles-Günther de Schwarzbourg-Sondershausen à Altenbourg. Charles succède à son père le 17 juillet 1880, et Marie devient la princesse de Schwarzbourg-Sondershausen. Leur incapacité à avoir des enfants signifie la fin de la Maison de Schwarzbourg-Sondershausen. Le cousin de Charles, Günther-Victor de Schwarzbourg lui succède en 1909.
Marie-Gasparine est décédée le 5 juillet 1930 à Sondershausen, République de Weimar.